# Bankaltim Women's Circuit 2014
Il Bankaltim Women's Circuit 2014 è stato un torneo di tennis facente parte della categoria ITF Women's Circuit nell'ambito dell'ITF Women's Circuit 2014. Il torneo si è giocato a Balikpapan in Indonesia dal 26 maggio al 1º giugno 2014 su campi in cemento e aveva un montepremi di $25,000.

## Vincitrici

### Singolare
Zhu Lin ha battuto in finale  Ankita Raina con il punteggio di 7–5, 2–6, 6–3

### Doppio
Michika Ozeki /  Peangtarn Plipuech hanno battuto in finale  Varatchaya Wongteanchai /  Varunya Wongteanchai con il punteggio di 6–3, 4–6, [10–7]